# Głośny Przechód
Głośny Przechód (ok. 1650 m) – przełęcz w północno-wschodniej grani Płaczliwej Skały w Tatrach Bielskich na Słowacji. Znajduje się pomiędzy Płaczliwą Skałą (2142 m) a Głośną Skałą (1660 m). Jest to rozległa i trawiasta przełęcz. Szczyt Głośnej Skały wznosi się zaledwie około 10 m nad nią, za to Płaczliwej Skały jest prawie 400 m wyższy. Zachodnie stoki przełęczy opadają do Żlebiny, wschodnie do Doliny do Regli. Z obydwu przełęcz jest łatwo dostępna, jest to jednak zamknięty dla turystów i taterników obszar ochrony ścisłej TANAP-u.